# Jean Dessès
Jean Dessès, född 6 augusti 1904 i Alexandria, död 2 augusti 1970 i Aten, var en egyptisk-grekisk modeskapare. Dessès var en av de ledande modekreatörerna under 1940-, 1950- och 1960-talen och fann inspiration i den romerska och egyptiska antikens klädedräkter. Han är särskilt ihågkommen för sina aftonklänningar i chiffong och muslin.
Dessès studerade först juridik, men övergav denna bana 1925 och anställdes som designer vid Maison Jane i Paris. 1937 öppnade han sitt eget modehus, först på Avenue George V, därefter på Avenue Matignon. Efter andra världskriget reste Dessès över hela världen och inhämtade inspiration för sitt modeskapande. Han kreerade draperade aftonklänningar i chiffong, broderade klänningar samt etuiklänningar med åtsmitande jackor.
För sin vårkollektion 1950 skapade Dessès bland annat en balklänning i taft, satin och tyll i färgerna beige, grått och mauve.
Två av Dessès assistenter var Valentino och Guy Laroche.
1963 drog sig Dessès tillbaka till Grekland där han hade en liten boutique. Han avled sju år senare.